# Pałac miejski w Poczdamie
Pałac miejski (także: zamek miejski, niem. Potsdamer Stadtschloss) – rokokowy pałac, znajdujący się w Poczdamie, przy Alter Markt, naprzeciwko kościoła św. Mikołaja. Pierwotnie na terenie pałacu mieściły się średniowieczne budowle, takie jak drewniano-ziemny fort oraz, w późniejszych czasach, kamienny zamek. W XVI wieku zamek ten został zastąpiony przez renesansową rezydencję pierwszej żony elektora Joachima Fryderyka. Kilkadziesiąt lat po śmierci drugiej żony władcy, która przejęła zamek po swej poprzedniczce, został on nabyty przez Fryderyka Wilhelma I. Wielki Elektor na miejscu rezydencji elektorowej wybudował barokowy kompleks pałacowy. Kompleks ten służył kolejnym władcom państwa, zarówno królom Prus, jak i cesarzom niemieckim jako oficjalna rezydencja mieszkalna (po wybudowaniu pałacu Sanssouci w połowie XVIII wieku pełnił rolę rezydencji zimowej). Był wielokrotnie modernizowany i przebudowywany; największa z przebudów miała miejsce za rządów Fryderyka II Wielkiego, kiedy to fasadom pałacu nadano rokokowy wygląd. Po I wojnie światowej i upadku monarchii w Niemczech pałac był wykorzystywany jako siedziba władz miejskich oraz na cele muzealne.
W końcowej fazie II wojny światowej pałac miejski uległ zniszczeniu podczas dokonanego przez lotnictwo brytyjskie bombardowania Poczdamu, a następnie w latach 50. XX wieku został rozebrany na mocy decyzji władz NRD. Po zjednoczeniu Niemiec rozgorzała wśród decydentów i mieszkańców miasta dyskusja nad odbudową pałacu. Po latach przygotowań i ekspertyz, na początku 2011 roku ruszyły prace budowlane, z kolei jesienią 2013 roku odbudowany gmach, posiadający zrekonstruowane historyczne fasady i zaprojektowane w stylu współczesnym wnętrza, został oddany do użytku jako siedziba Landtagu Brandenburgii.

## Historia

### Początki Poczdamu, fort i pierwszy zamek
Na obszarze dzisiejszego miasta Poczdam znajdowała się niegdyś osada zamieszkiwana przez plemiona germańskie, które stąd wyemigrowały na skutek wędrówki ludów. Po VI wieku teren Poczdamu został zasiedlony przez Słowian, którzy założyli tu osadę, o której pierwsza wzmianka pochodzi z 993 roku. Zanotowano wtedy, że władca Świętego Cesarstwa Rzymskiego Otton III przekazał nadzór nad osadą klasztorowi w Quedlinburgu. W 1157 roku, rządząca kilkoma księstwami cesarstwa dynastia askańska poszerzyła swą strefę wpływów o Marchię Brandenburską, co wiązało się z wygnaniem zamieszkujących te tereny Słowian. Pojawiła się wtedy konieczność zapewnienia kontroli i obrony szlaku handlowego na rzece Haweli, przez co na północnym brzegu rzeki, w obrębie dawnej słowiańskiej osady, został zbudowany drewniano-ziemny fort, tzw. Holz-Erde-Burg. W pierwszej połowie XIII wieku obiekt ten został zastąpiony przez Askanische Burg, czyli kamienny zamek z kwadratową wieżą, wybudowany na planie kwadratu. W połowie następnego stulecia, po uzyskaniu w 1345 roku praw miejskich przez osadę, nazywaną wtedy Postamp, obiekt otoczono zespołem murów obronnych z czterema okrągłymi wieżami umieszczonymi w rogach. Zamek ten po raz pierwszy był wzmiankowany jako Castrum w książce cesarza Karola IV z 1375 roku.

### Zamek Katarzyny

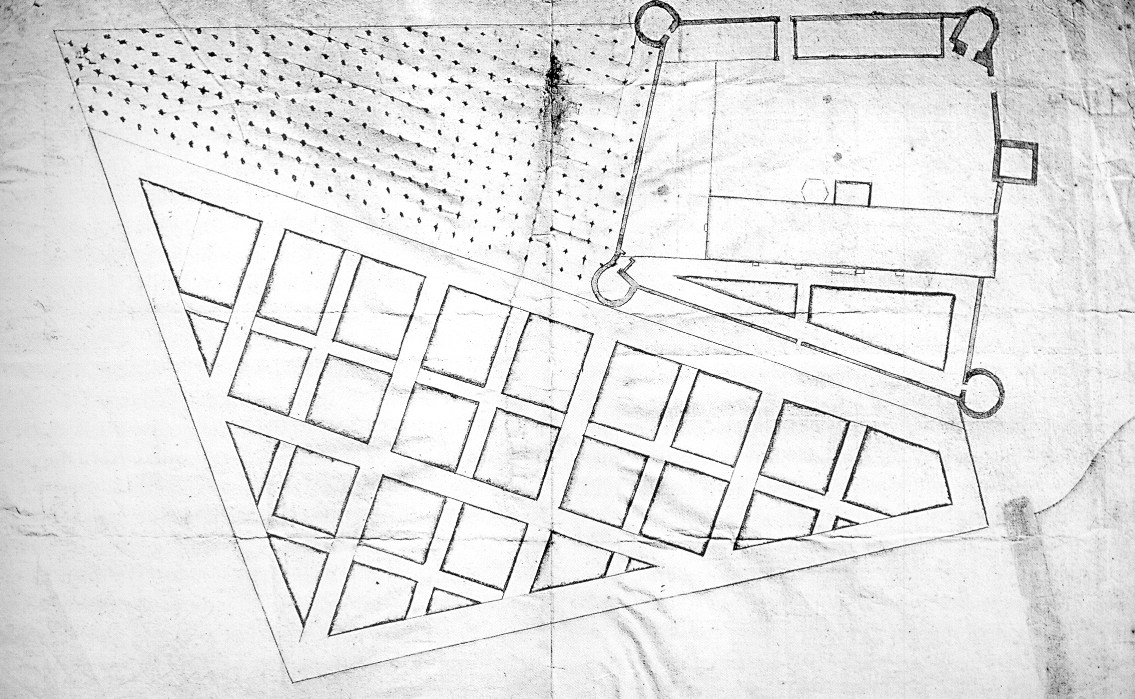
Plan zamku Katarzyny, pochodzący sprzed 1660 roku

W 1598 roku elektor Joachim Fryderyk podarował żonie Katarzynie część swych brandenburskich dóbr ziemskich, w skład których wchodził Poczdam. Właśnie to miasto elektorowa wybrała jako miejsce zamieszkania i w związku z tym, po uprzedniej rozbiórce starego zamku, wybudowano w obrębie zachowanych murów obronnych z okrągłymi wieżami nowy, renesansowy zamek według projektu architekta Valtina Herkloza. Tzw. Katharinenbau, oddany do użytku w pierwszych miesiącach 1599 roku, był mającym 60 m długości i 14 m szerokości trzypiętrowym budynkiem z mieszczącą schody wieżą, umiejscowioną na środku głównej fasady. Miał łącznie 38 pomieszczeń, z których największym była jadalnia, mieszcząca się na drugim piętrze. W późniejszych latach do zamku dobudowano kaplicę. Po śmierci Katarzyny w 1602 roku, w posiadanie zamku weszła druga żona Joachima Fryderyka, Eleonora. Gdy zmarła w 1607 roku, elektor przestał interesować się zamkiem w Poczdamie, przez co ten stracił swą atrakcyjność i służył władcy jedynie jako zabezpieczenie finansowe.

### Pałac Wielkiego Elektora

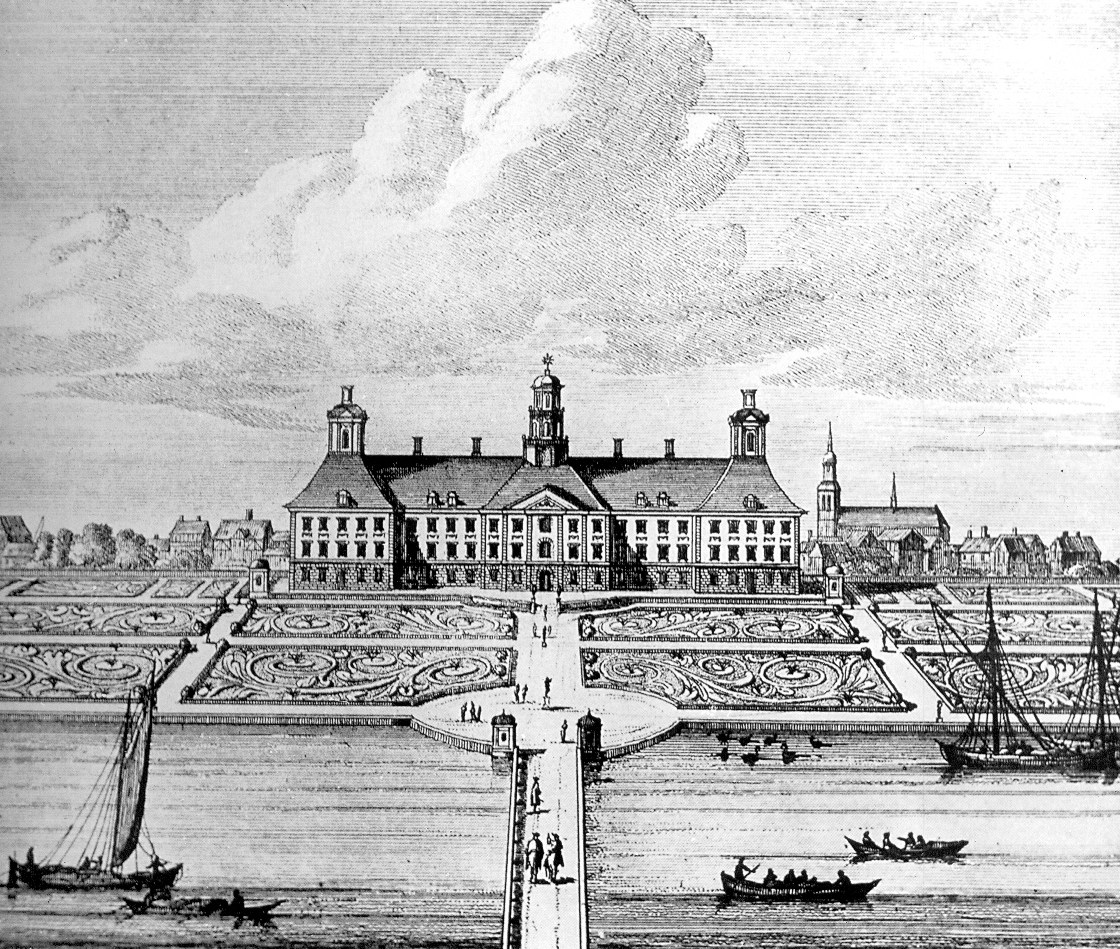
Pałac Fryderyka Wilhelma I w 1702 roku

W 1660 roku poczdamski zamek nabył Wielki Elektor Fryderyk Wilhelm I. Od tego czasu budowla była poddawana ciągłej przebudowie i rozbudowie, mającej na celu przekształcenie stricte obronnego obiektu w mieszkalną rezydencję, m.in. rozebrano wtedy średniowieczne, obwodowe mury obronne wraz z okrągłymi wieżami, ponadto częściowo zburzono budynek Katharinenbau. W latach 1662–1669 wybudowano pod kierownictwem architekta Johanna Gregora Memhardta nowy, barokowy kompleks pałacowy. Świeżo oddana do użytku rezydencja elektorska była otoczona fosą i składała się z trzypiętrowego corps de logis, do którego przylegały dwa niższe, dwupiętrowe, równolegle umiejscowione skrzydła tworzące wewnętrzny dziedziniec, połączone na końcu budynkiem bramnym. Głównym pomieszczeniem kompleksu była Große Saal (pol. „Wielka Sala”), pełniąca funkcje reprezentacyjne. Na pierwszym piętrze corps de logis mieściła się z kolei Marmorsaal (pol. „Sala marmurowa”), wykorzystywana jako jadalnia. Przed rezydencją utworzony został duży, ozdobny ogród – Lustgarten (pol. „Ogród przyjemności”). W latach 1679–1682, pod kierownictwem nadwornego architekta Michaela Matthiasa Smidtsa, przeprowadzono przebudowę pałacu, polegającą na przedłużeniu skrzydeł i zakończeniu ich mającą półkolisty kształt galerią z bramą na środku. Na zachód od pałacu w 1685 roku wybudowano oranżerię, zaprojektowaną przez Johanna Arnolda Neringa. W tym samym roku, 8 listopada Wielki Elektor wydał w pałacu Edykt Poczdamski, będący formą pomocy dla prześladowanych za wiarę obywateli innych krajów. Wskutek wydania edyktu w Brandenburgii osiedliło się około 20 tysięcy francuskich imigrantów – hugenotów.

### Pałac w czasach pierwszych królów Prus

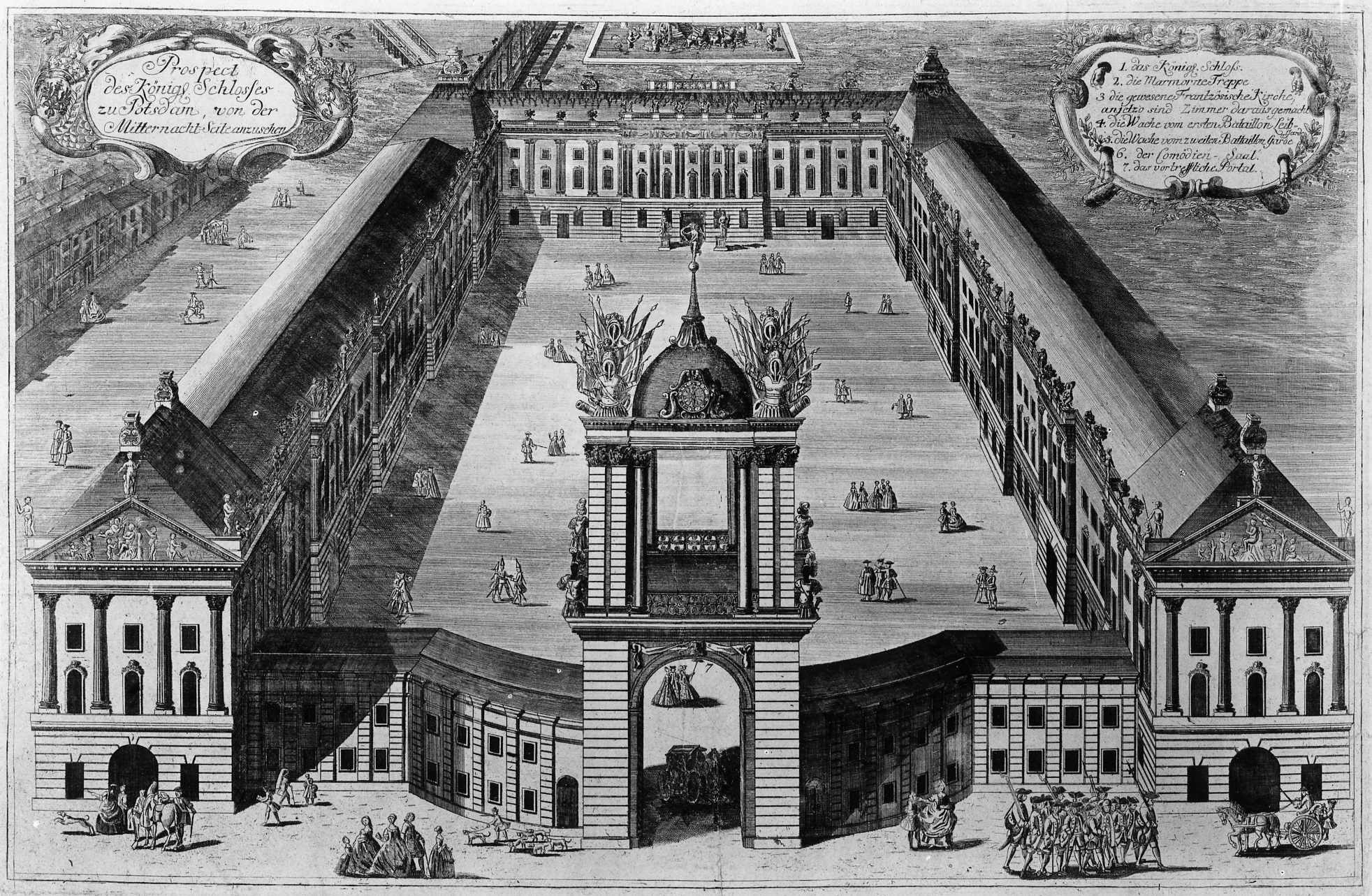
Pałac z Portalem Fortuny około 1755 roku

W 1688 roku pałac w Poczdamie znalazł się w posiadaniu syna i następcy Wielkiego Elektora, Fryderyka III. Władca ten, w 1701 roku został koronowany jako Fryderyk I na króla Prus, w związku z czym w ramach przygotowań do koronacji i w celu odzwierciedlenia nowego, królewskiego statusu pałacu wprowadzono kilka zmian w jego wyglądzie zewnętrznym, a także w Lustgarten. Na północnym skrzydle budynku wybudowano według projektu architekta Jeana de Bodta nowy portal wejściowy – Portal Fortuny (niem. Fortunaportal). Jego nazwa pochodziła od umieszczonego na jego szczycie pozłacanego posągu bogini szczęścia – Fortuny. Za panowania pierwszego króla Prus w pałacu odbywały się wystawne uroczystości. W 1709 roku doszło w nim do spotkania Fryderyka I z władcami Saksonii i Danii. Do jego śmierci w 1713 roku pałac był kilkukrotnie przebudowywany.
Następca Fryderyka I, Fryderyk Wilhelm I, ze względu na odziedziczony po poprzedniku, niezadowalający stan finansów państwa, zdecydował się na sprzedaż jak największej liczby swoich pałaców, zostawiając sobie tylko kilka. Wśród pozostałych w posiadaniu władcy rezydencji znalazł się poczdamski pałac. W przeciwieństwie do pałacu Charlottenburg nie pełnił on jednak funkcji związanych z rządzeniem państwem, lecz stanowił miejsce zamieszkania króla i jego rodziny. W 1714 roku w zachodniej części Lustgarten utworzono plac apelowy, z kolei zaprojektowana przez Johanna Arnolda Neringa oranżeria została przebudowana na stajnie dla koni królewskich. W 1726 roku w podziemiach pałacu urządzony został magazyn wina. Gdy Poczdam przekształcono w miasto garnizonowe, pałac poddano niewielkiej modernizacji.

### Pałac w czasach Fryderyka II Wielkiego

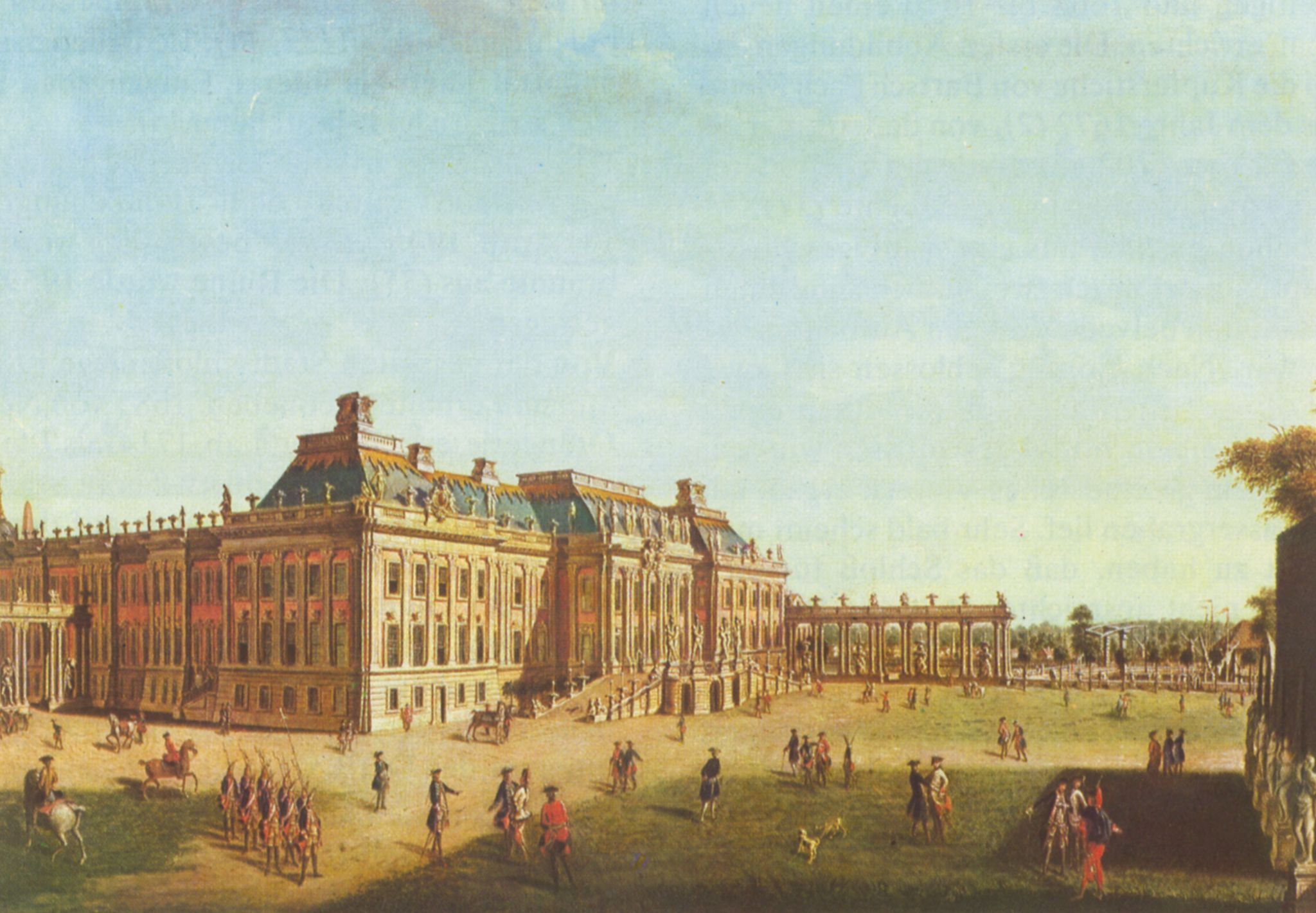
Pałac Fryderyka II Wielkiego od strony placu apelowego w 1773 roku

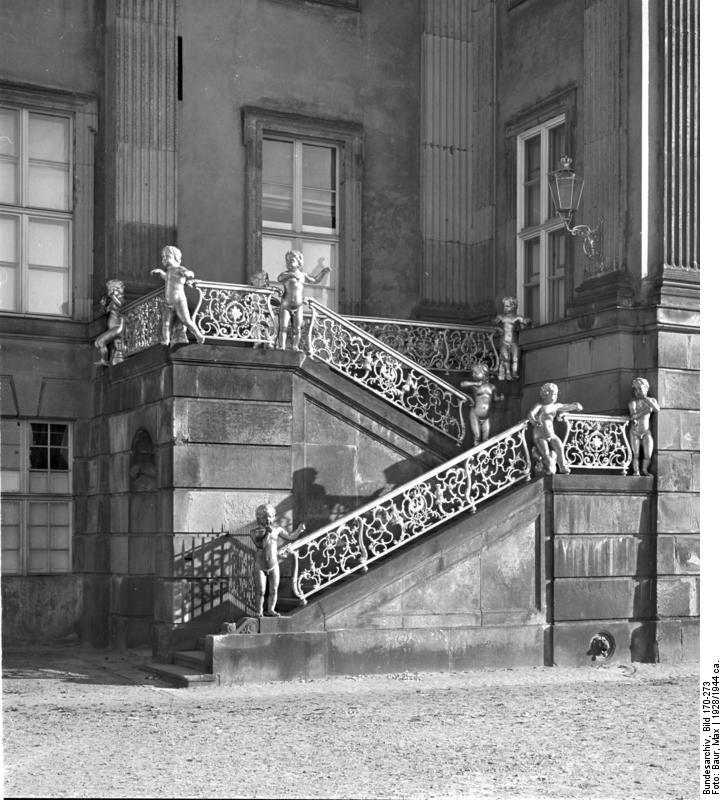
Fahnentreppe w 1928 roku

Wzorem Fryderyka Wilhelma I, jego następca Fryderyk II Wielki, po wstąpieniu na tron w 1740 roku, także wykorzystywał jako główny ośrodek sprawowania władzy pałac Charlottenburg. Jednak trzy lata później władca postanowił przenieść swoją siedzibę do pałacu w Poczdamie. Pomimo renowacji fasad król nie był zadowolony z wyglądu obiektu, dlatego zlecił jego przebudowę architektowi Georgowi Wenzeslausowi von Knobelsdorffowi. Tę przeprowadzono w latach 1744–1751.
Przebudowa przyniosła fundamentalne zmiany w wyglądzie elewacji, którym nadano rokokowy wygląd. W 1746 roku przy elewacji pałacu od strony Lustgarten zbudowano prowadzące do tego ogrodu kamienne schody, zwane Fahnentreppe (pol. „Schody chorągwi”). Sześć lat później schody zostały ozdobione wykonaną z brązu, pozłacaną, bogatą w dekoracje, rokokową balustradą, zaprojektowaną przez Johanna Melchiora Kambly’ego na podstawie rysunku samego Fryderyka II Wielkiego. Cechą charakterystyczną balustrady było dziewięć posągów dzieci/aniołów, autorstwa Friedricha Christiana Glumego, dzięki którym do schodów w późniejszych latach przylgnęły nazwy Puttentreppe (pol. „Schody putt”) i Engelstreppe (pol. „Schody aniołów”). Wewnątrz pałacu, w celu podkreślenia jego centralnej części i korytarza prowadzącego do Wielkiej Sali, Knobelsdorff zaprojektował ozdobną klatkę schodową. Za rządów Fryderyka II Wielkiego pałac został wyposażony w wykwintne meble. Król wykorzystywał poczdamski pałac miejski zimą, gdyż jego letnią rezydencję stanowił zbudowany w latach 1745–1747 rokokowy pałac Sanssouci.

### Pałac w czasach kolejnych królów Prus i cesarzy niemieckich

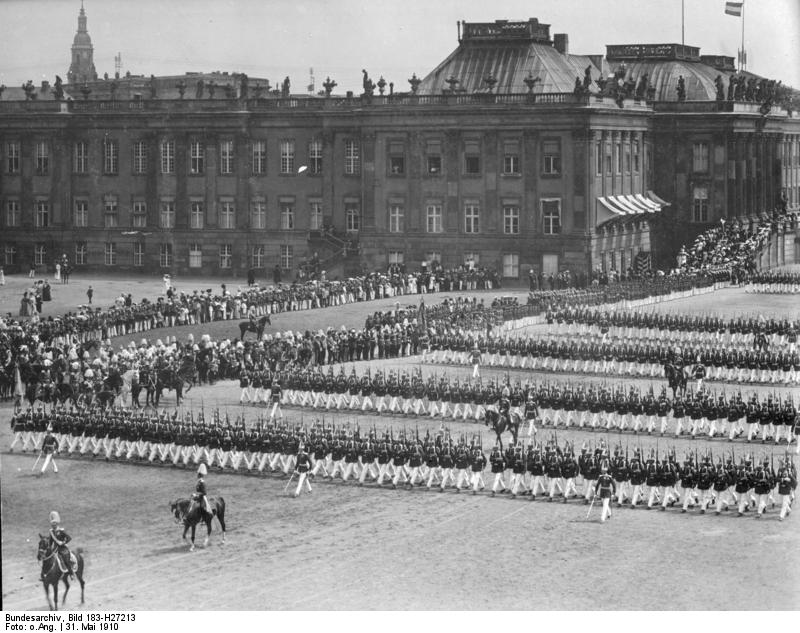
Pałac w 1910 roku podczas defilady wojskowej

Bratanek i następca Fryderyka II Wielkiego, Fryderyk Wilhelm II nie podzielał uwielbienia swojego wuja do barokowych i rokokowych form, dlatego przekazał pałac miejski swoim synom, Fryderykowi Wilhelmowi i Ludwikowi, sam zaś zamieszkał w pałacu Marmurowym, który zbudowano na jego zlecenie w Nowym Ogrodzie, w stylu neoklasycystycznym w latach 1787–1792. Głównym ośrodkiem władzy dalej pozostawał wtedy pałac Charlottenburg.
Gdy rządy w Prusach objął po swym ojcu Fryderyk Wilhelm III, poczdamski pałac ponownie stał się oficjalną rezydencją mieszkalną władcy. Fryderyk Wilhelm III mieszkał w nim wraz z poślubioną w 1793 roku Luizą, przeprowadzając po 1799 roku kilka niewielkich zmian w wyglądzie pałacu. Szczególnym wydarzeniem związanym z dziejami pałacu za panowania króla jest pobyt w nim Napoleona Bonapartego w dniach 23–24 października 1806 roku. Syn i następca Fryderyka Wilhelma III, Fryderyk Wilhelm IV planował przebudowę fasady pałacu miejskiego od strony Lustgarten, lecz plany te nie zostały zrealizowane ze względu na jego postępującą chorobę psychiczną.
Po utworzeniu Cesarstwa Niemieckiego, zainteresowanie trzech kolejnych władców tego państwa, Wilhelma I, Fryderyka III i Wilhelma II pałacem miejskim w Poczdamie było niewielkie. Głównym miejscem ich zamieszkania był zamek w Berlinie, zaś poczdamski pałac pełnił jedynie rolę drugiej rezydencji. Z szacunku dla osiągnięć Fryderyka II Wielkiego żaden z cesarzy nie planował jakichkolwiek modyfikacji wyglądu budynku, który został mu nadany podczas przebudowy przeprowadzonej przez tego pruskiego władcę.

### Losy pałacu po upadku monarchii; zniszczenie i rozbiórka

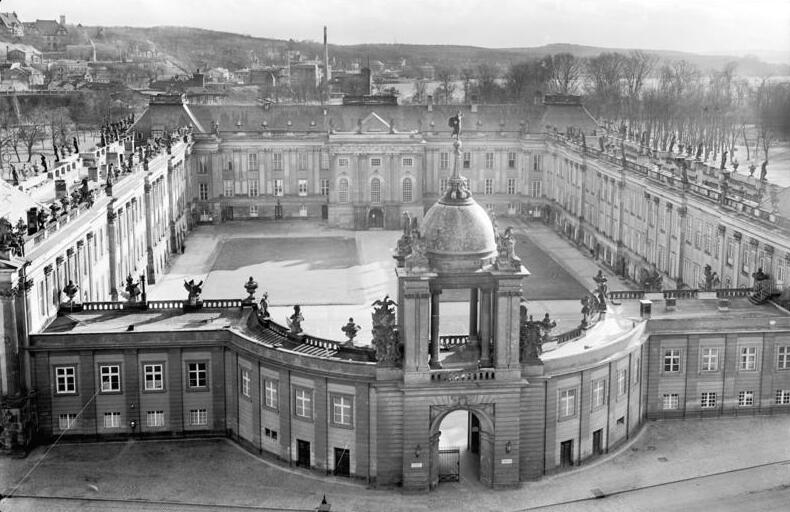
Pałac na zdjęciu prawdopodobnie wykonanym w latach 1928–1944, widziany z wieży kościoła św. Mikołaja

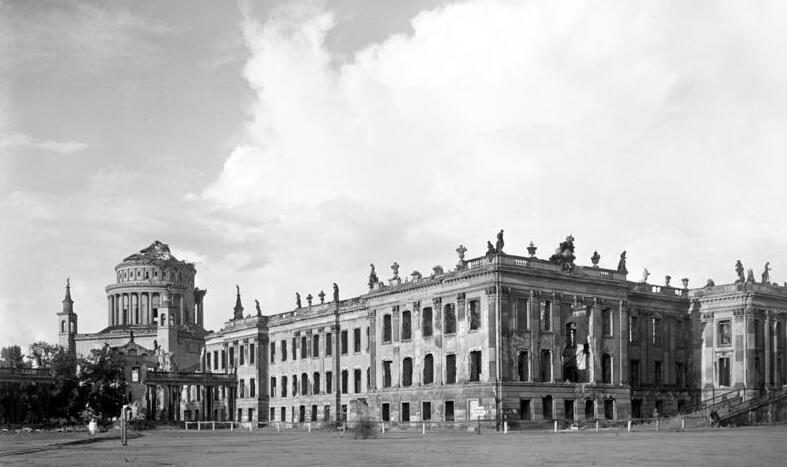
Ruiny pałacu po II wojnie światowej

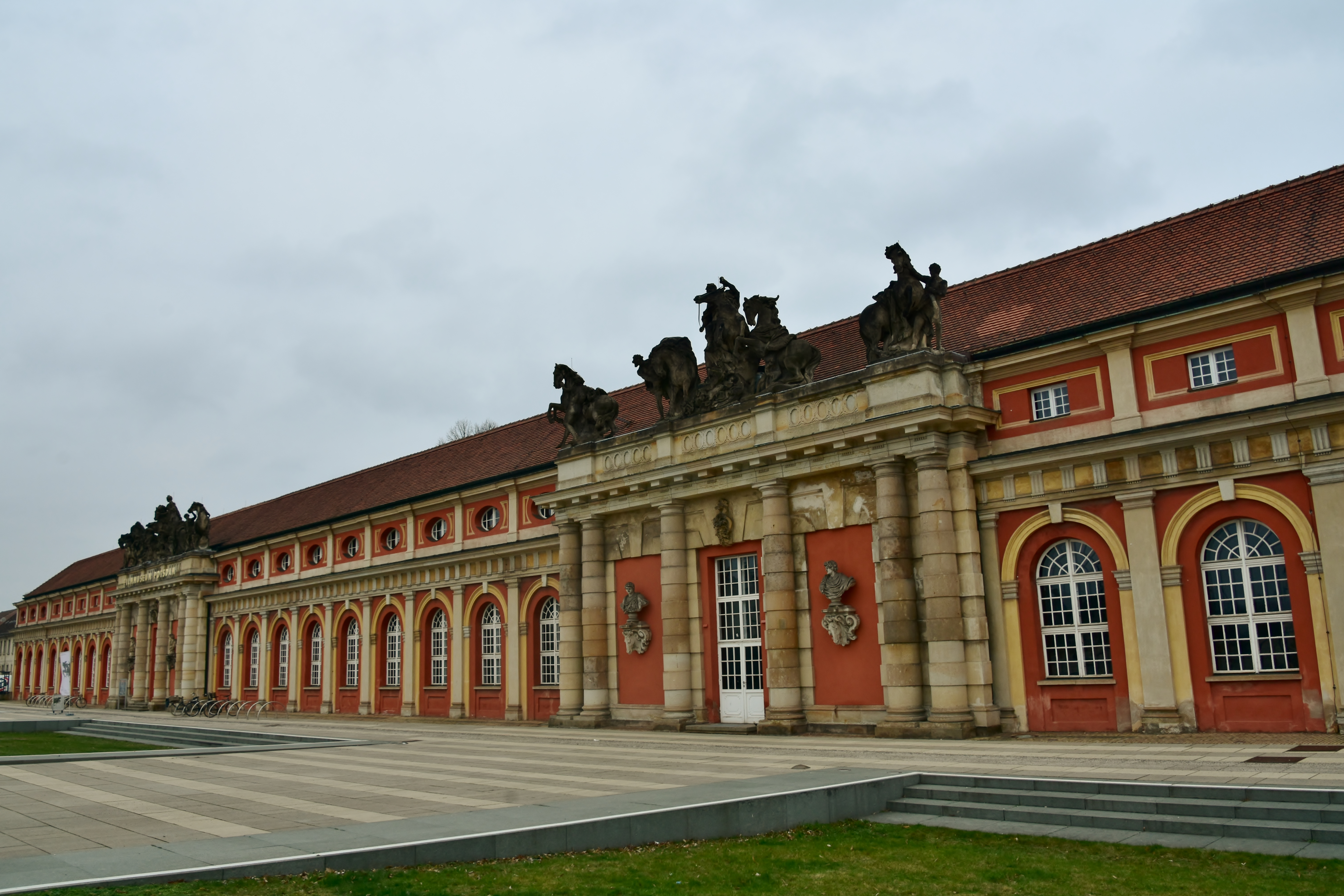
Zachowany budynek stajni pałacowych w 2012 roku

Po I wojnie światowej i abdykacji Wilhelma II w wyniku rewolucji listopadowej w 1918 roku, pałac w Poczdamie stracił funkcję rezydencji władców Niemiec. Został przejęty przez państwowy organ administracji nieruchomościami monarchii (niem. Krongutverwaltung), z kolei w późniejszych latach wpisano go także do utworzonego w 1927 roku Rejestru Państwowych Zamków i Ogrodów (niem. Verwaltung der staatlichen Schlösser und Gärten). Po utworzeniu Republiki Weimarskiej w pałacu ulokowano siedzibę władz miejskich. W trakcie kompleksowej przebudowy powstała w nim sala posiedzeń dla radnych oraz sale obrad komisji i frakcji parlamentarnych. W 1922 roku w pobliskim budynku stajni ulokowano muzeum garnizonu poczdamskiego (niem. Potsdamer Garnisonmuseum), z kolei 10 lat później przeprowadzono renowację pałacowych pokoi należących niegdyś do królowej Luizy, które udostępniono do zwiedzania – muzeum w pałacu działało do 1941 roku. 21 marca 1933 roku w Lustgarten odbyła się defilada Reichswehry i SA.
Pod koniec II wojny światowej, w wyniku dokonanego 14 kwietnia 1945 roku przez lotnictwo brytyjskie nalotu na centrum Poczdamu, pałac miejski został znacznie zniszczony. Wskutek wywołanego bombardowaniem pożaru najbardziej ucierpiało wnętrze pałacu i większość umeblowania oraz wyposażenia, którego nie zdążono ewakuować przed nalotem. Poważnych zniszczeń doznały również zewnętrzne fasady budynku, spośród których największe straty poniosły te ze skrzydła zachodniego, a także Portal Fortuny, który uległ całkowitemu zburzeniu. Pozostałe fasady, choć uszkodzone przez ogień przetrwały do poziomu gzymsów.
Po latach konfliktu pomiędzy chcącym zachowania ruin pałacu gronem architektów, urbanistów i konserwatorów, a nalegającym na ich rozbiórkę kierownictwem okręgowym rządzącej NRD partii SED, 12 maja 1959 roku biuro polityczne SED wydało oficjalną decyzję o wyburzeniu pozostałości pałacu – dzień później decyzję tę poparła w głosowaniu rada miasta Poczdam. Rozbiórkę ruin pałacu miejskiego przeprowadzono w okresie od listopada 1959 do kwietnia 1960. Przeciwko niej protestowali liczni mieszkańcy Poczdamu, a także architekci i konserwatorzy. Piętnastu architektów i inżynierów z biura planowania zabudowy miejskiej (niem. VEB Hochbauprojektierung Potsdam) wyraziło niezadowolenie z decyzji o rozbiórce w liście protestacyjnym do rady okręgu poczdamskiego, w którym wskazywali na brak uzasadnienia urbanistycznego dla rozbiórki, a także na fakt, że zniszczy ona harmonię architektoniczną w mieście. Decydenci zignorowali ten list i zabronili jego autorom dalszych protestów. Niedługo po zakończeniu prac rozbiórkowych na terenie w pobliżu miejsca po pałacu położono wielopasmową drogę z dużym skrzyżowaniem, ulokowanym częściowo na obszarze, na którym stał budynek. Miało to na celu zatarcie śladów jego istnienia. W wyniku tej inwestycji zanikł Alter Markt, niegdyś mieszczący się po północno-wschodniej stronie pałacu miejskiego. Na terenie Lustgarten, tuż przy nowej drodze wybudowano hotel (obecnie należący do sieci Mercure). Jedynym historycznym budynkiem, znajdującym się w bezpośrednim sąsiedztwie pałacu, który przetrwał alianckie bombardowania oraz uniknął rozbiórki, był budynek stajni. Pierwotnie on również był przeznaczony do wyburzenia, jednakże zachowano go z powodu zmian w planach urbanistycznych.
Podczas prac rozbiórkowych, dzięki zaangażowaniu agencji ochrony zabytków NRD oraz niektórych mieszkańców, uratowano ponad 350 elementów wystroju fasad i otoczenia pałacu miejskiego. Największym zachowanym obiektem wchodzącym niegdyś w skład założenia architektonicznego pałacu był fragment Kolumnady Zapaśników (niem. Ringerkolonnade), łączącej zachodnie skrzydło pałacu z budynkiem stajni. Fragment ten został postawiony na obszarze Lustgarten, w pobliżu brzegu Haweli. Ponadto ocalało również wiele z 76 posągów stojących niegdyś na attyce pałacu, z których osiem umieszczono na zwieńczeniu budynku Uniwersytetu Humboldtów w Berlinie, zaś inne trafiły wraz z fragmentami dekoracji rzeźbiarskiej elewacji pałacu do parku Sanssouci. Niektóre elementy balustrady Fahnentreppe wraz z dziewięcioma posągami dzieci (siedem zachowało się częściowo, dwa prawie całkowicie) trafiły do magazynów Fundacji Pruskich Zamków i Ogrodów Berlina-Brandenburgii (niem. Stiftung Preußische Schlösser und Gärten Berlin-Brandenburg), z kolei inne dostały się w prywatne ręce i po wielu latach pojawiały się w handlu dziełami sztuki oraz były odnajdywane na strychach. Ewakuowana przed bombardowaniem część mebli i wyposażenia wnętrz pałacu miejskiego trafiła do Nowego Pałacu oraz do pałacu Charlottenburg.
Pod koniec lat 80. XX wieku na terenie po pałacu miejskim rozpoczęto budowę nowego budynku teatru miejskiego. Jednakże po zjednoczeniu Niemiec wielu mieszkańców miasta sprzeciwiało się tej inwestycji. Początkowo wyrażano obawy o to, że budynek teatru po wybudowaniu zakłóci widok na kościół św. Mikołaja. Jednak prawdziwym powodem rozebrania w 1991 roku niedokończonego budynku był fakt, iż obiekt ten, będący jednym z ostatnich dużych projektów budowlanych komunistycznego rządu NRD stał się mocno niepopularny wśród mieszkańców i decydentów miejskich. Coraz częściej zaczęły się przy tym pojawiać głosy nawołujące do odbudowania pałacu miejskiego.

### Odbudowa

#### Przygotowania

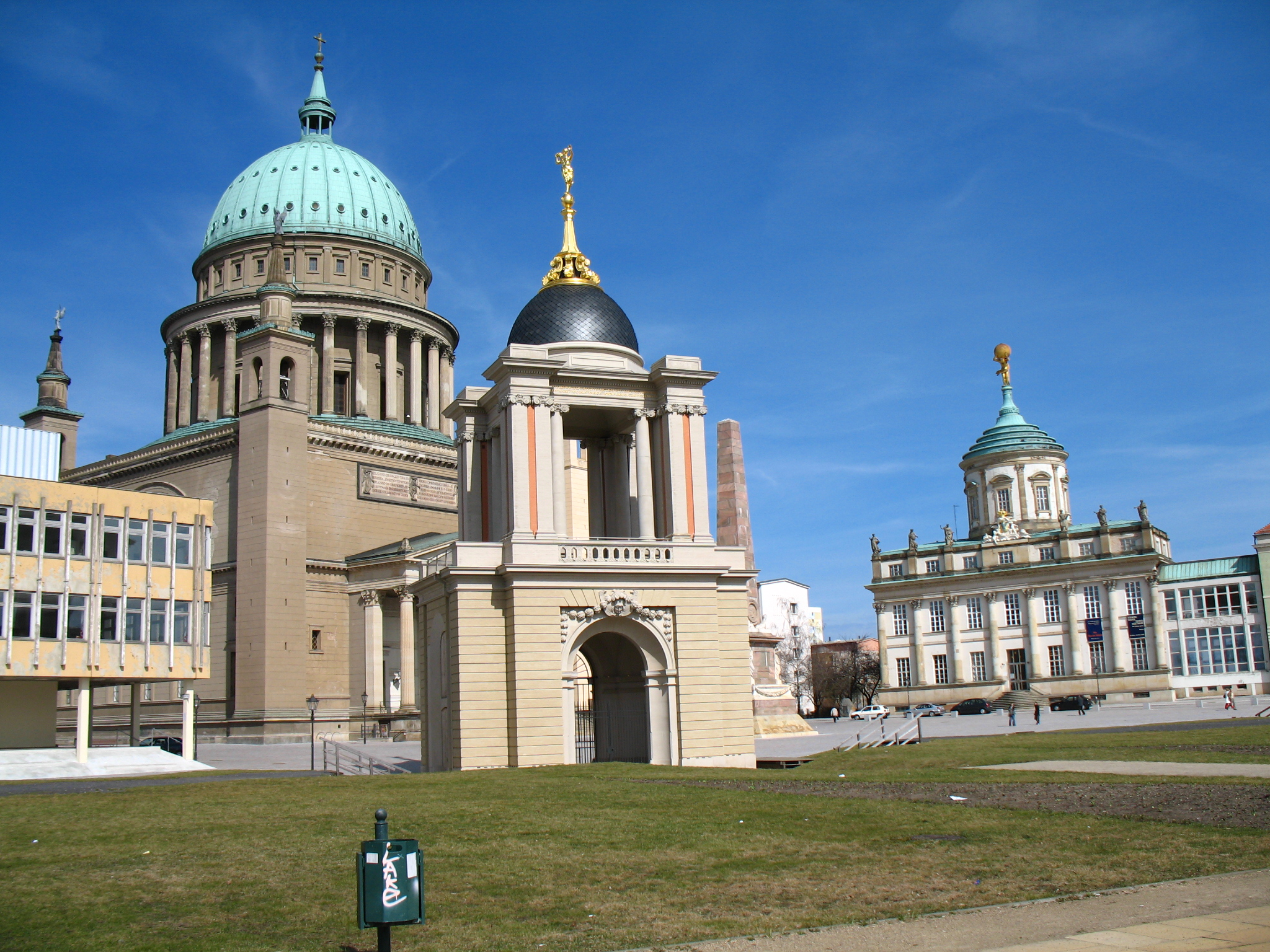
Zrekonstruowany Portal Fortuny w 2006 roku

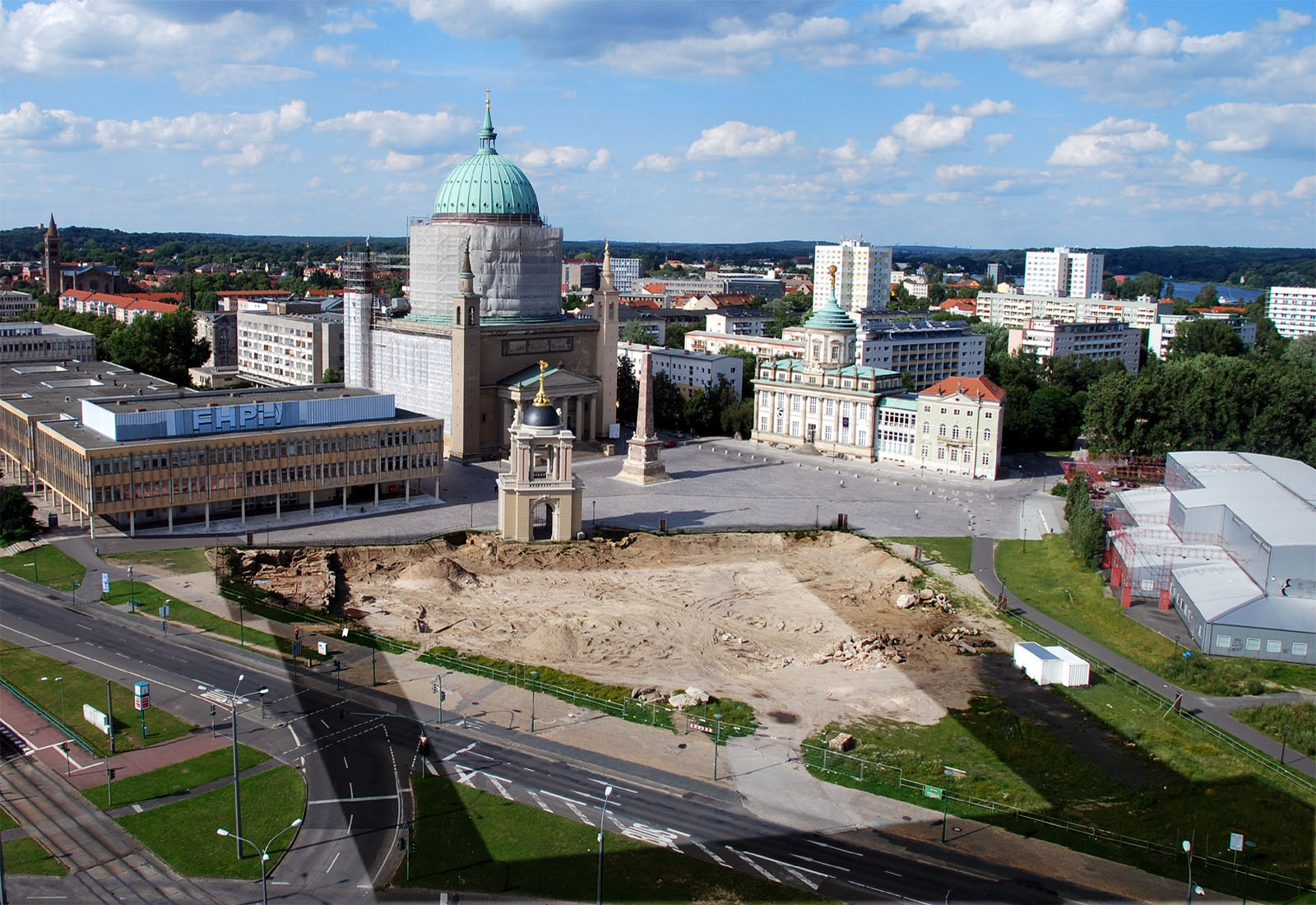
Teren po pałacu ze skrzyżowaniem w 2007 roku; widoczne prace archeologiczne

Rozbiórka niedokończonego budynku teatru w 1991 roku stała się przyczynkiem do rozpoczęcia dyskusji na temat ożywienia centrum Poczdamu. Władze miejskie zobowiązały się wtedy do zapewnienia, iż nowe kształtowanie centrum miasta będzie zgodne z jego historycznym wyglądem. W dyskusji tej coraz częściej pojawiały się głosy nawołujące do rekonstrukcji zburzonego pałacu miejskiego. Uzasadniano to tym, iż odbudowa utraconej historycznej budowli jest jedynym rozsądnym rozwiązaniem w kwestii zamknięcia luki w krajobrazie miejskim, jaką stanowił obszar pomiędzy Alter Markt, mostem Lange Brücke i ulicą Breite Straße. W 1997 roku przebadano i zmierzono metodami archeologicznymi zachowane z rozbiórki, wykonane z piaskowca oryginalne elementy dekoracji fasad pałacu (kolumny, fragmenty pilastrów, gzymsy). Badania wykazały, że elementy te pochodzą głównie z fasad skrzydeł pałacu miejskiego, a także doprowadziły do wniosku, iż stanowią one reprezentatywny przykład wyglądu dekoracji niemal wszystkich fasad budynku, a przez to są dobrą podstawą do ich rekonstrukcji>. Jednakże początkowo brakowało koncepcji na funkcję odbudowanego budynku, a także na finansowanie prac budowlanych. Dodatkowym problemem było położone częściowo na terenie, na którym niegdyś stał pałac duże skrzyżowanie – przed rozpoczęciem prac związanych z rekonstrukcją budynku konieczne było jego przeniesienie. Impulsem do większego zaangażowania miejskich decydentów w odbudowę pałacu była inicjatywa „Potsdam Project”, prowadzona przez Letnią Akademię dla Młodych Architektów Londyńskiego Instytutu Architektury Księcia Walii, w ramach której powstała publikacja The Prince of Wales’s Urban design task Force, Potsdam and Bornstedt 1996. W 1999 roku rada miasta Poczdam wydała uchwałę o „odbudowie byłego pałacu miejskiego w formie zbliżonej do historycznej kubatury i historycznego kształtu oraz jego wykorzystanie na potrzeby publiczne”.
25 marca 1999 roku zostało powołane stowarzyszenie działające na rzecz rekonstrukcji Portalu Fortuny. Oficjalna ceremonia rozpoczęcia odbudowy portalu odbyła się 8 września 2000 roku, z kolei otwarcie ukończonej budowli miało miejsce 12 października 2002 roku. Rekonstrukcję zrealizowano w oparciu o tradycyjne techniki budowlane oraz z wykorzystaniem zachowanych fragmentów oryginalnego portalu. Projekt był wspierany przez prezentera telewizyjnego i miłośnika Poczdamu, Günthera Jaucha, który podkreślał, że odbudowa Portalu Fortuny była dla niego wstępem do odbudowy całego pałacu miejskiego. Jego finansowaniem zajmował się z kolei Jürgen Lose, szef federalnego stowarzyszenia przemysłu cementowego.
Jako że odbudowany budynek pałacu musiał mieć lokatora, pojawił się pomysł, aby urządzić w nim siedzibę Landtagu Brandenburgii, co było uzasadnione faktem, że jego dotychczasowa siedziba – budynek na wzgórzu Brauhausberg, nie spełniała warunków bytowych. Jednak posłowie landtagu początkowo nie byli przychylni temu pomysłowi, gdyż jego realizacja pociągała za sobą ogromne koszty. Biorąc to pod uwagę, rozważane było raczej wyremontowanie budynku na Brauhausbergu lub budowa nowego budynku w dzielnicy magazynowej Poczdamu, nad Hawelą. Jednakże liczba zwolenników przeniesienia Landtagu do odbudowanego pałacu miejskiego stale rosła.
W 2001 roku miasto zorganizowało wstępne badania archeologiczne przy fundamentach i piwnicach dawnego pałacu, pierwsze od czasu jego rozbiórki. Badając obszerną część zachowanych fragmentów pałacu na obszarze o powierzchni około 1000 m², 12-osobowy zespół archeologów znalazł dowody na ponad 700-letnią historię budynku. Ze względu na dobry stan zbadanych obiektów konserwatorzy zabytków zaproponowali zachowanie jak największej ich części i wykorzystanie ich przy realizowaniu projektu rewitalizacji terenu.

#### Decyzja

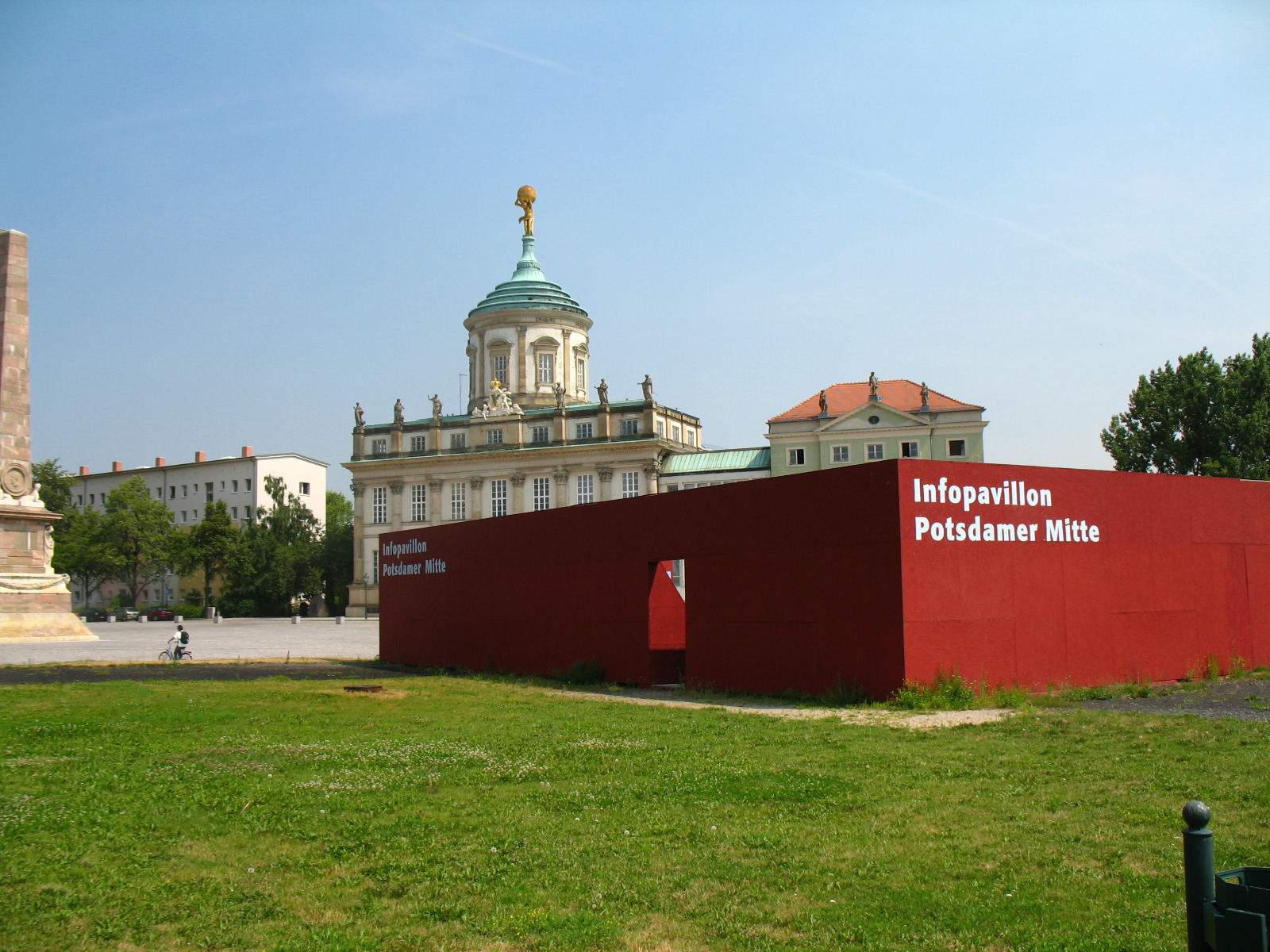
Pawilon informacyjny, dotyczący historycznego centrum miasta i odbudowy pałacu na terenie po nim w 2006 roku

Po wyborach do Landtagu w 2005 roku, wchodzące w skład rządzącej koalicji partie SPD i CDU postulowały poprawę warunków zakwaterowania parlamentu. W marcu tego roku brandenburskie ministerstwo finansów przedstawiło sprawozdanie w imieniu Landtagu pokazujące porównanie kosztów przebudowy budynku na wzgórzu Brauhausberg i budowy nowego budynku przy Alter Markt. 20 maja 2005 roku Landtag Brandenburgii przyjął uchwałę o wzniesieniu do 2011 roku w ramach partnerstwa publiczno-prywatnego nowego budynku parlamentu o kształcie i wyglądzie historycznego pałacu miejskiego w Poczdamie. Poproszono przy tym władze miejskie o przeprowadzenie niezbędnych prac przygotowawczych, a także sprzedaż gruntu pod budowę. Początkowo podnoszono wątpliwości związane z brakiem przejrzystości co do kwestii projektu i konstrukcji budynku, jako że dbano o to aby surowo przestrzegać limitu przeznaczonego na tę inicjatywę budżetu, wynoszącego 80 milionów euro. Na podstawie planu uzgodnionego z prezydium landtagu 16 listopada i 7 grudnia 2005 roku minister finansów zlecił studium wykonalności, mające na celu ocenę praktycznego rozmiaru i wymagań funkcjonalnych nowej siedziby parlamentu przy Alter Markt. Studium to służyło również zbadaniu konfliktu interesów pomiędzy dążeniem do rekonstrukcji pałacu, a wymaganiami dotyczącymi kierownictwa współczesnego parlamentu. Ogłoszone w lutym 2006 roku wyniki pokazały, iż w pełni funkcjonalny i nowoczesny budynek parlamentu jest możliwy przy jednoczesnym zachowaniu oryginalnych proporcji i przyzwolenia na historycznie wierną rekonstrukcję jego północnej części. I właśnie taką koncepcję – zrekonstruowania tylko północnej części pałacu, położonej od strony Alter Markt, początkowo planowano zrealizować. Nie spodobała się ona jednak poczdamskim radnym, odpowiedzialnym za zatwierdzenie planu zagospodarowania przestrzennego. Wśród mieszkańców miasta, a także wśród członków zgromadzenia miejskiego (niem. Stadtverordnetenversammlung) zapanował wyraźny podział na zwolenników przywrócenia oryginalnego budynku i wybudowania nowoczesnego. Pomimo bezsprzecznego wyboru miejsca nowej siedziby Landtagu, projekt jej zrealizowania stanął pod znakiem zapytania.
Pomiędzy 16 a 31 grudnia 2006 roku przeprowadzono wśród mieszkańców Poczdamu sondaż dotyczący lokalizacji nowej siedziby Landtagu. W sondażu tym 42,8% respondentów opowiedziało się za ulokowaniem brandenburskiego parlamentu w budynku na terenie po dawnym pałacu miejskim, z kolei 12,8% wyraziło poparcie dla siedziby Landtagu mieszczącej się obok tego miejsca, na obszarze tzw. Alte Fahrt. Lokalizację nowego budynku parlamentu w dzielnicy magazynowej poparło 28,5% uczestników sondażu, z kolei umiejscowienie go w zupełnie innym miejscu niż powyższe – 14,7%. Frekwencja w sondażu wyniosła 46,1% uprawnionych do głosowania mieszkańców miasta. Niedługo później zwolennicy rewitalizacji starego miasta w Poczdamie zaczęli działać na rzecz pozyskania funduszy w celu rekonstrukcji fasad pałacu miejskiego, zaś minister finansów Brandenburgii rozpoczął starania o udzielenie zamówienia na wykonanie prac budowlanych.

#### Realizacja

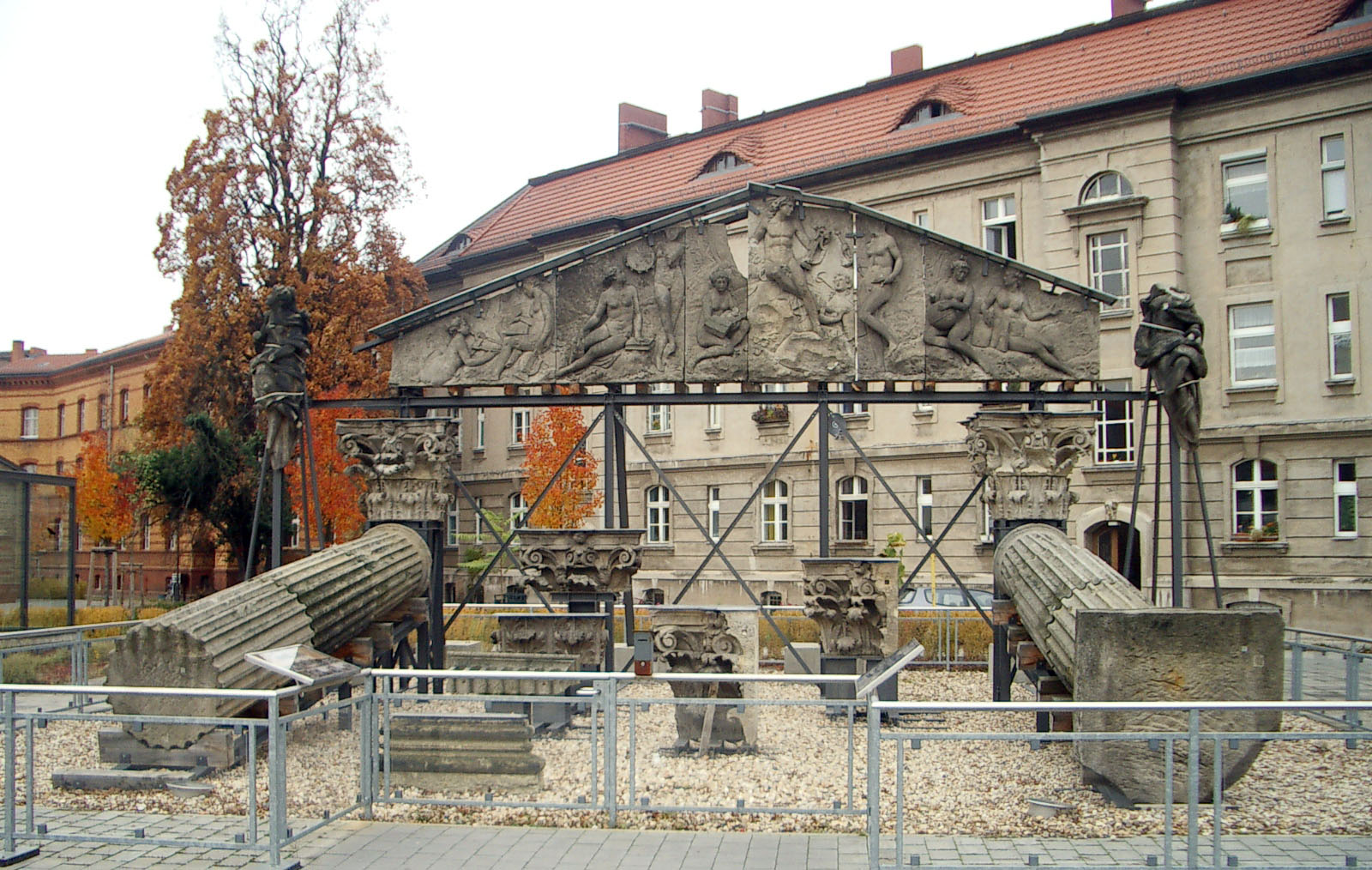
Oryginalne elementy fasad pałacu w 2008 roku

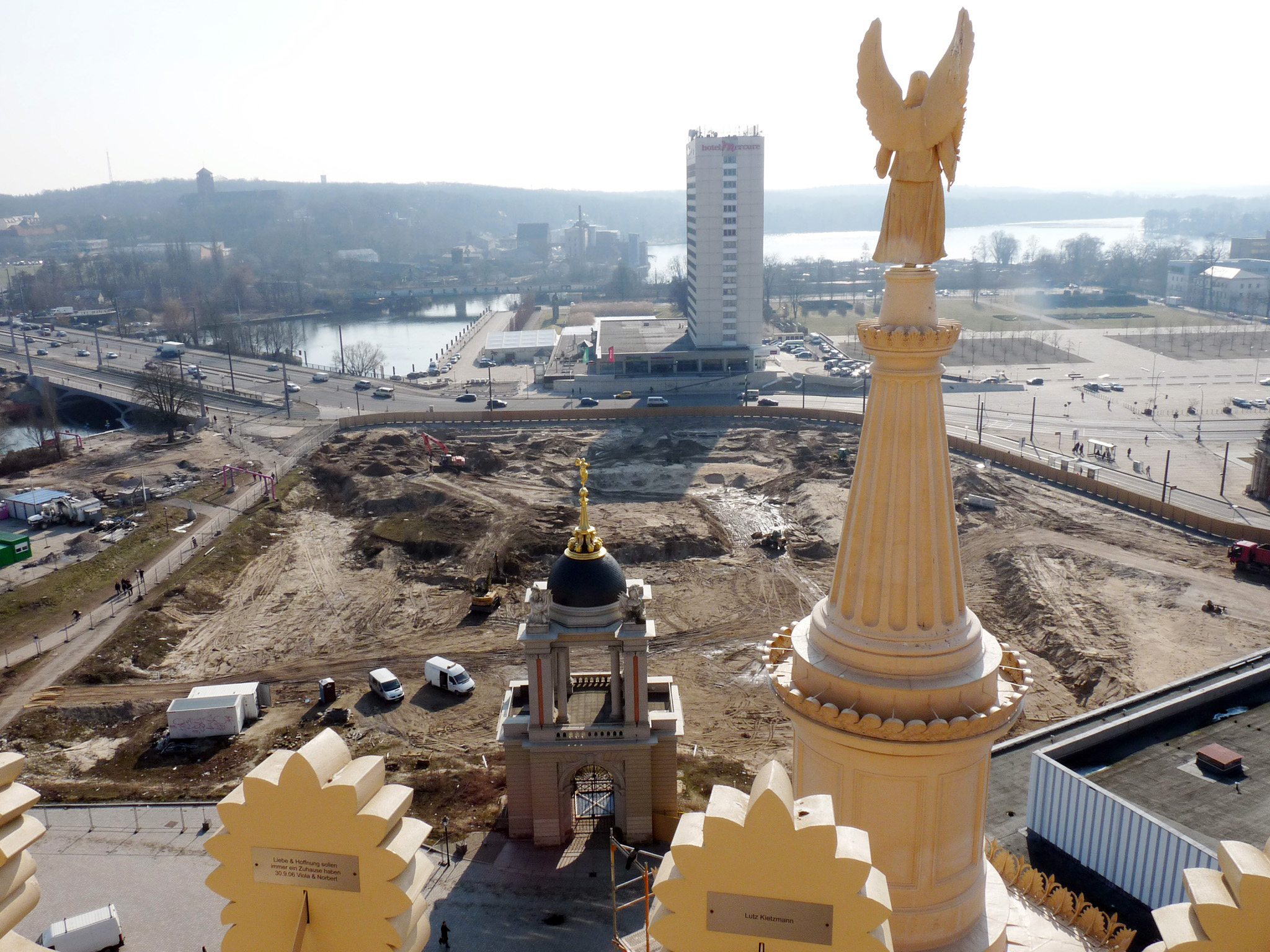
Przygotowania do odbudowy w 2010 roku

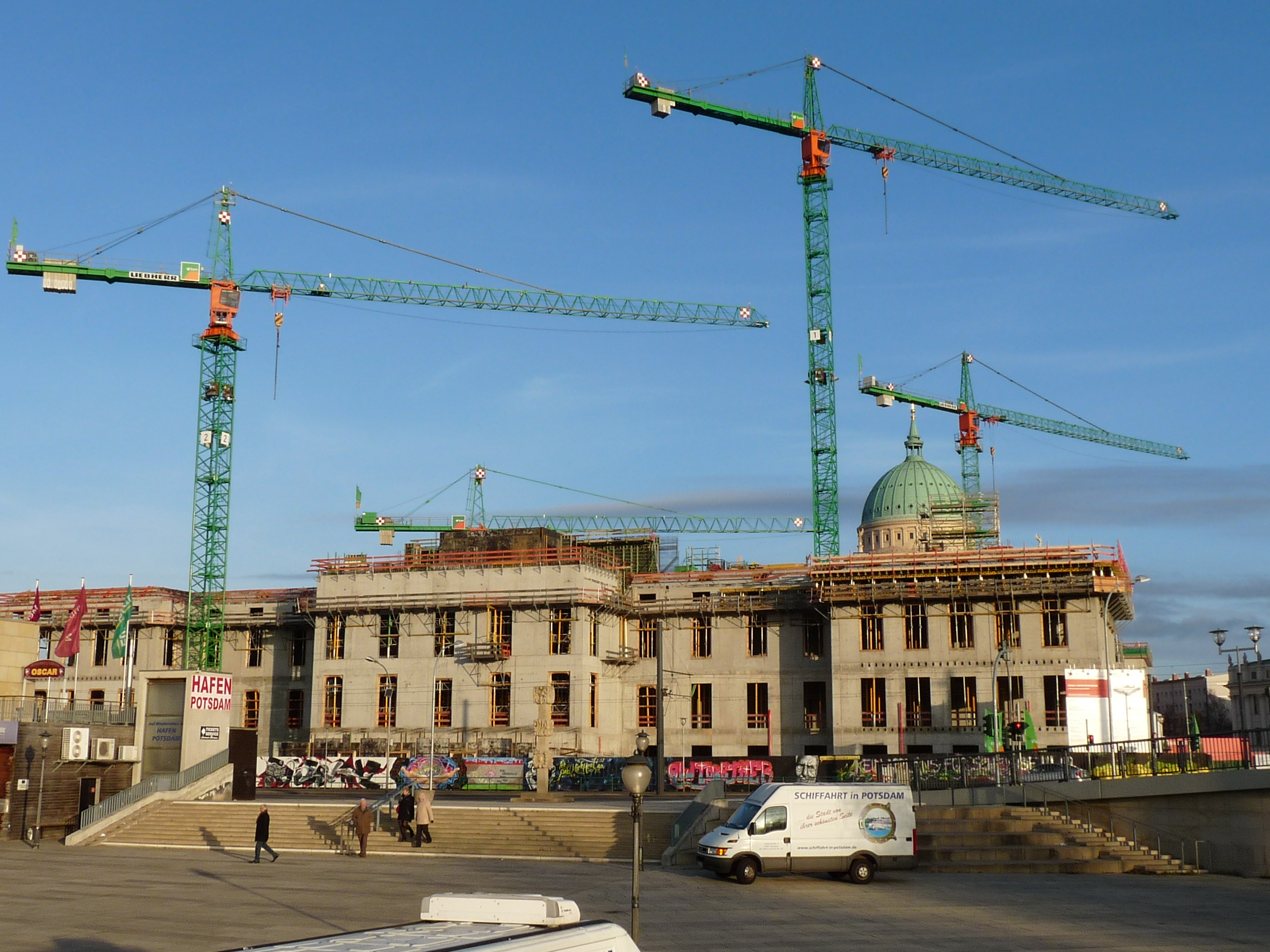
Pałac w trakcie odbudowy w 2011 roku

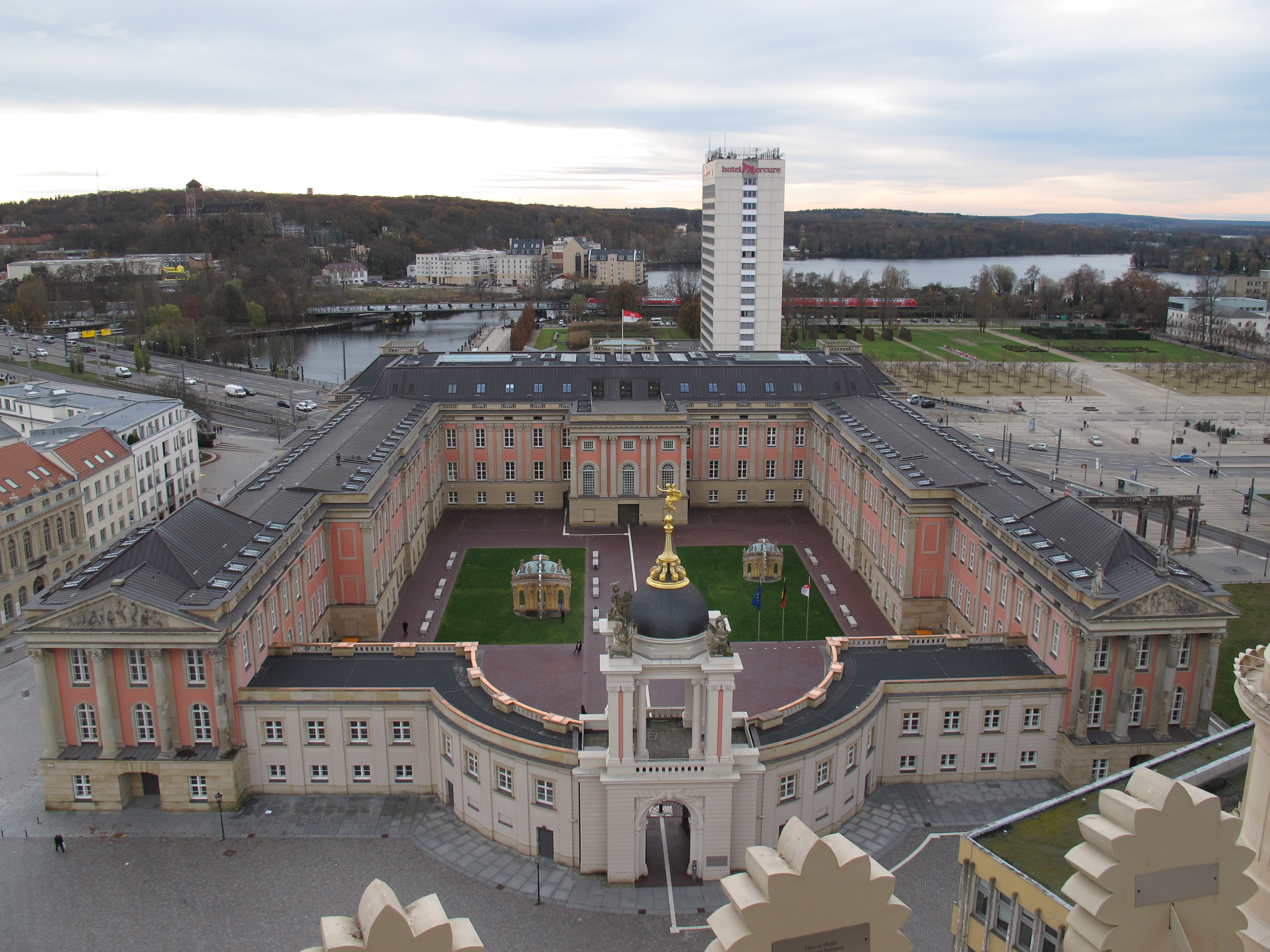
Odbudowany pałac w 2016 roku

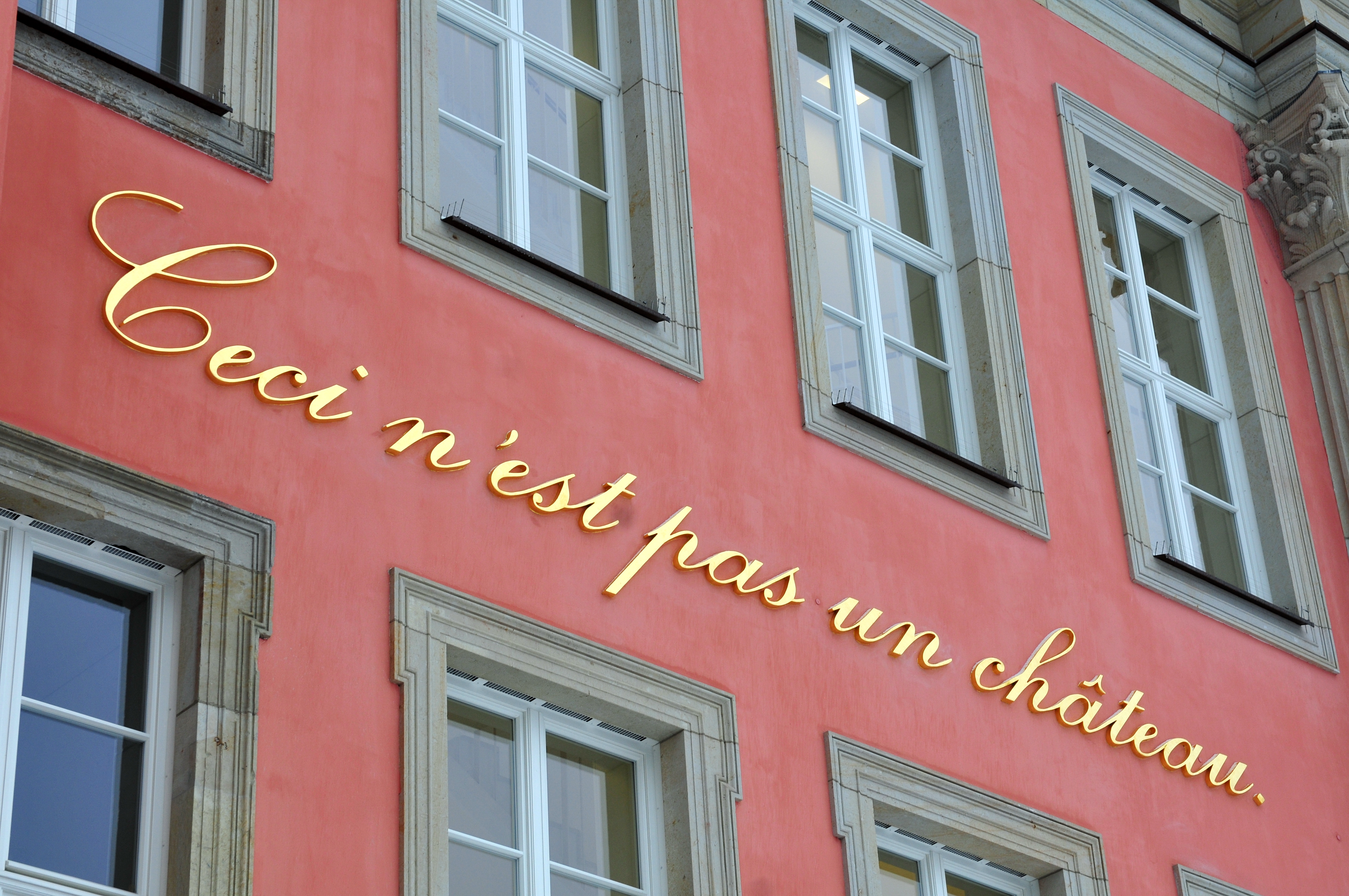
Napis Ceci n’est pas un château.

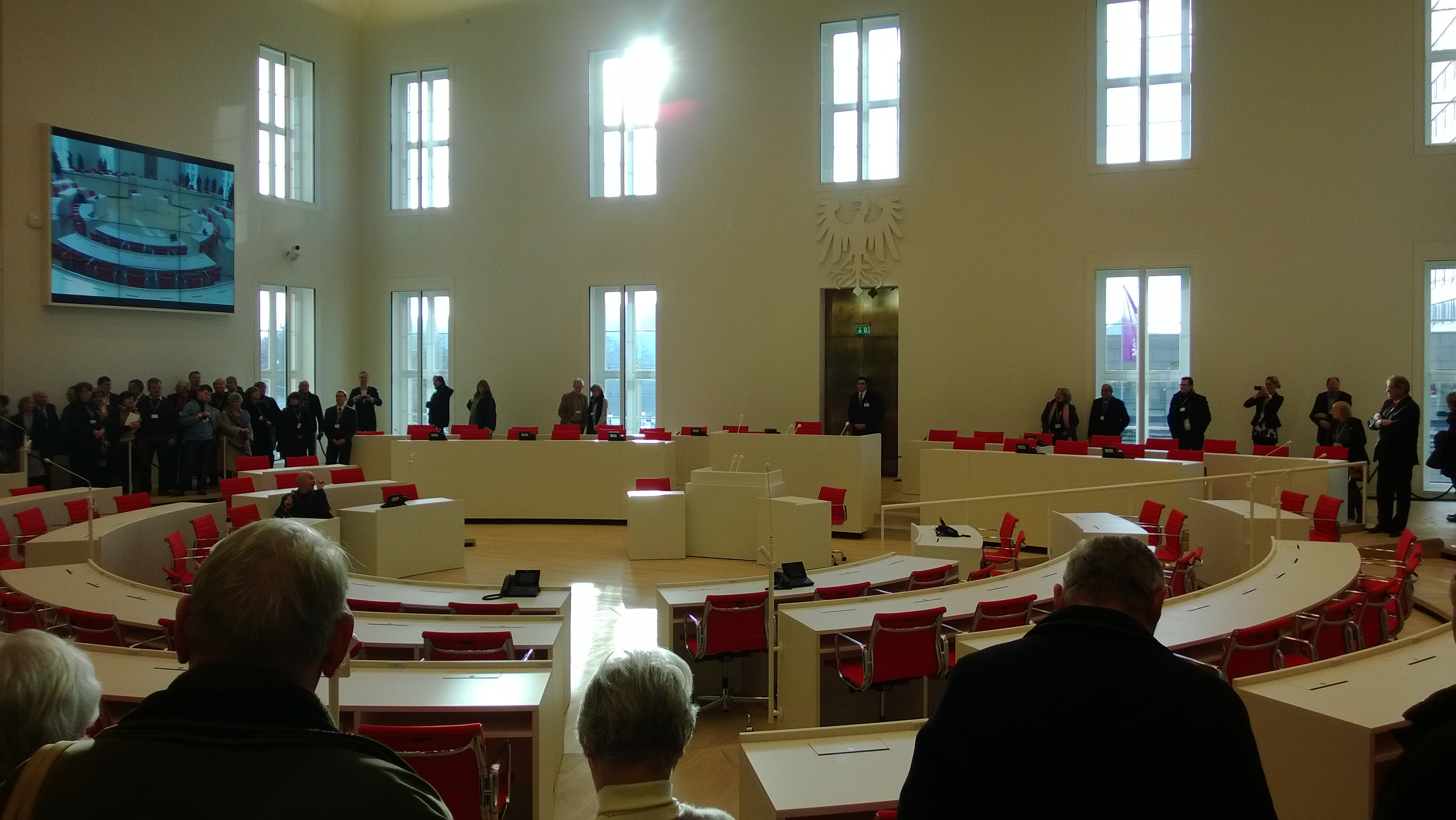
Sala plenarna w odbudowanym pałacu

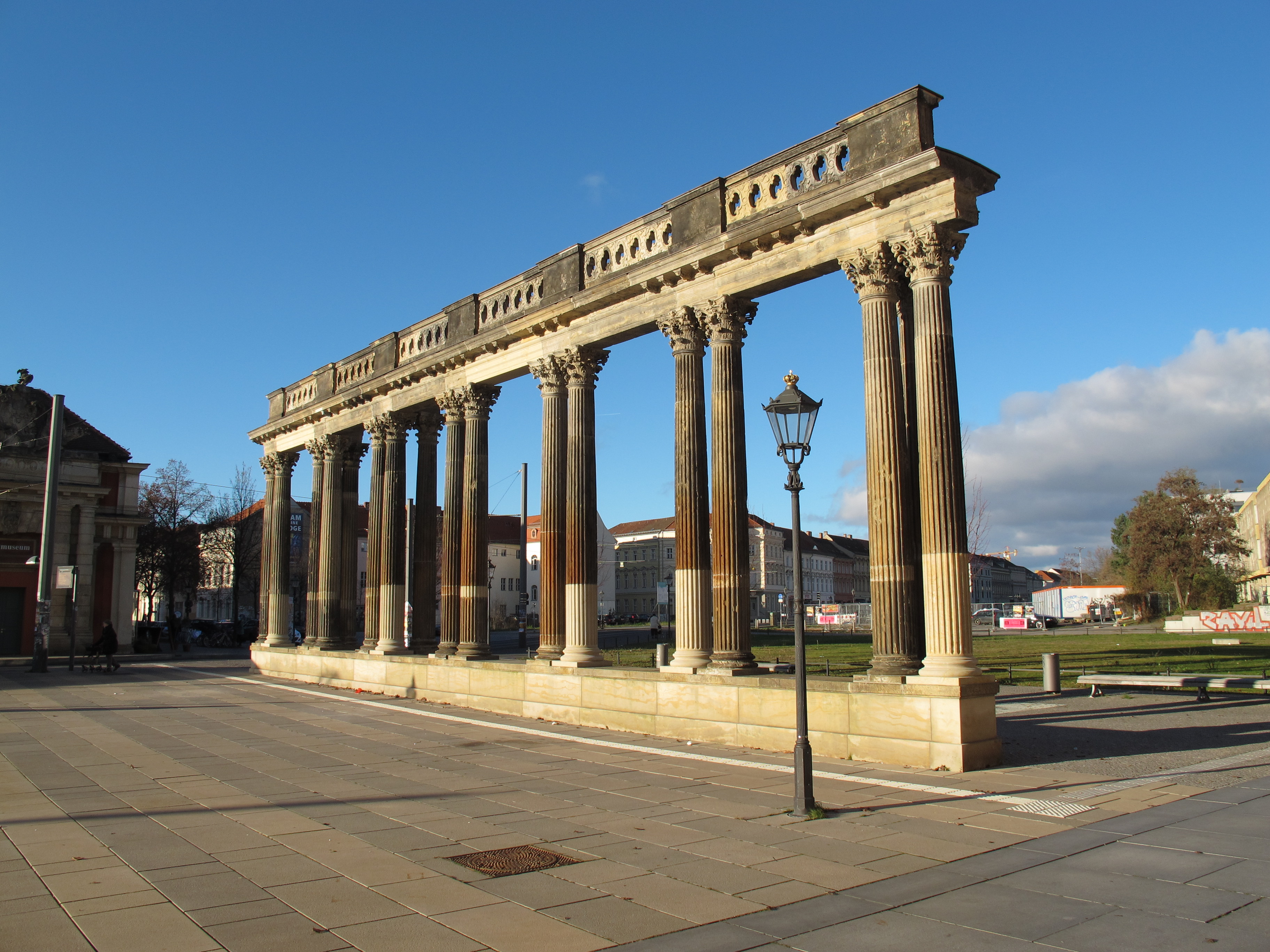
Fragment Kolumnady Zapaśników w 2016 roku

27 listopada 2007 roku ówczesny minister finansów Rainer Speer i przedsiębiorca oraz filantrop Hasso Plattner wydali publiczne oświadczenie, zgodnie z którym fundacja Hasso-Plattner-Förderstiftung zobowiązała się przekazać 20 milionów euro dotacji na rzecz kraju związkowego Brandenburgia. Zgodnie z umową, darowizna ta miała być przeznaczona na budowę nowego budynku landtagu, który miał odpowiadać w jak największym stopniu strukturą i formą dawnemu pałacowi miejskiemu, a także by posiadał zrekonstruowane, historyczne fasady pałacu z wykorzystaniem istniejących, oryginalnych elementów. Wykonanie nowej siedziby Landtagu Brandenburgii zlecono konsorcjum Royal BAM Group, związanemu z architektem Peterem Kulką. Umowa, która została podpisana 2 września 2009 roku przewidywała oprócz zaprojektowania i budowy, także finansowanie i eksploatację budynku przez okres 30 lat. Zgodnie z postanowieniami umowy, od momentu przekazania budynku władzom kraju związkowego, te zobowiązane zostały płacić na rzecz konsorcjum raty i opłaty za zarządzanie nim. Jednakże przez cały wymieniony w umowie okres miały formalnie pozostawać właścicielem budynku.
W styczniu 2011 roku, po wielu przerwach zakończono rozpoczęte w 2006 roku drugie badania archeologiczne na terenie po pałacu miejskim. W trakcie badań, obejmujących obszar 15 000 m² odkryto neolityczne groby, a także pozostałości dawnej germańskiej osady ze śladami wytapiania żelaza oraz terenów uprawnych, sięgających czasów słowiańskiego fortu. Natrafiono także na nieodkryty wcześniej średniowieczny system obronny z pozostałościami drewnianej wieży i fosy. Badania te przyczyniły się również do dokonania nowych ustaleń dotyczących kompleksu pałacowego z okresu od XVI do XVIII wieku. Stwierdzono przy tym bardzo dobry stan techniczny fundamentów dawnego kompleksu na terenie około 3000 m².
25 marca 2010 roku odbyła się uroczystość inaugurująca odbudowę pałacu miejskiego z udziałem przewodniczącego Landtagu Guntera Fritscha, premiera Brandenburgii Matthiasa Platzecka, ministra finansów Helmutha Markova, architekta Petera Kulki i burmistrza Poczdamu Janna Jakobsa. Kamień węgielny pod odbudowę położono 16 lutego 2011 roku w obecności Hassa Plattnera.
Dzięki darowiźnie fundacji Hassa Plattnera udało się odtworzyć charakter bryły budynku pod względem architektonicznym i materiałowym zgodnie z historycznym pierwowzorem. Celem było jak najdokładniejsze zbliżenie gmachu Landtagu do podziału i kształtu historycznej fasady poczdamskiego pałacu miejskiego. W 2011 roku Plattner przekazał kolejną dotację, która umożliwiła pokrycie dachu miedzią, co było odwzorowaniem oryginalnego wykończenia (pierwotnie planowano pokryć dach cynkiem). Zrekonstruowano fasadę i wszystkie jej elementy od strony Alter Markt – odtworzono je w oparciu o oryginalne plany i projekty oraz fotografie historyczne. Zewnętrzna powierzchnia fasad wykonana została z cegieł i pokryta tynkiem. Dekoracyjne elementy fasady budynku, takie jak gzymsy czy pilastry wykonano z pochodzącego z saksońskich kamieniołomów piaskowca. Na fasadzie zamontowano 307 ocalałych z rozbiórki oryginalnych elementów dekoracji kamieniarskiej, które umieszczone zostały w pierwotnych miejscach. Attykę wieńczącą fasady odpowiednio wzmocniono, aby umożliwić wstawienie istniejących lub zrekonstruowanych według historycznych źródeł ozdobnych posągów (łącznie z pierwotnie stojących tam 76 posągów przywrócone mają zostać 34 posągi ze zwieńczenia zewnętrznej fasady, gdyż zgodnie z założeniem architekta Petera Kulki attyka przy dziedzińcu ma pozostać pusta). Rekonstrukcję lub restaurację posągów mają umożliwić darowizny. Aby pomieścić elementy uzbrojenia budynku, a także sale posiedzeń, salę plenarną oraz pomieszczenia prezydium parlamentu kraju związkowego Brandenburgia, powiększono skrzydło środkowe w kierunku dziedzińca wewnętrznego, a także poszerzono skrzydła boczne w celu wygospodarowania przestrzeni na potrzeby administracyjne. Ze względów praktycznych rozbudowane zostało poddasze, przez co we fryzie umieszczono niewielkie, zgodne z podziałem elewacji okna, których nie było w pierwotnej bryle pałacu miejskiego. Wnętrza budynku zrealizowano w oparciu o współczesną, minimalistyczną stylistykę>. Elementem symbolicznie łączącym współczesne wnętrza z posiadającą historyczny wygląd fasadą jest klatka schodowa, wzorowana na tej zaprojektowanej przez Georga Wenzeslausa von Knobelsdorffa.
10 października 2013 roku odbudowany gmach pałacu miejskiego został oficjalnie przekazany przewodniczącemu landtagu przez ministra finansów Brandenburgii. Całkowite koszty związane z odbudową wyniosły 119,7 miliona euro. 26 października na zachodniej fasadzie budynku został odsłonięty, składający się ze złotych liter francuskojęzyczny napis: Ceci n’est pas un château. (pol. „To nie jest zamek.”), będący pomysłem artystki Anette Paul. Napis ten jest inspirowany tytułem jednego z obrazów René Magritte’a i ma za zadanie podkreślać ironiczny dystans do istoty budynku jako rekonstrukcji zabytku. W dniach 18 i 19 stycznia 2014 roku odbyły się uroczystości związane z otwarciem nowej siedziby Landtagu dla zwiedzających. Podczas nich, budynek parlamentu zwiedziło blisko 22 tysiące ludzi. 15 kwietnia 2016 roku na placu Steubenplatz otwarto przeniesiony do pierwotnej lokalizacji przy zachodnim skrzydle pałacu fragment Kolumnady Zapaśników. 26 kwietnia na attyce wieńczącej zachodni szczyt budynku ustawiono posągi Herkulesa i „młodzieńca opartego o pień drzewa” – pierwsze dwa z ośmiu posągów, zachowanych z oryginalnego pałacu i odrestaurowanych za pochodzącą z darowizn kwotę 300 tysięcy euro przez Stowarzyszenie Pałacu Miejskiego (niem. Verein Potsdamer Stadtschloss).
13 września 2018 roku obok figur Herkulesa i „młodzieńca opartego o pień drzewa” ustawiono pierwszy posąg, będący całkowitą rekonstrukcją – posąg Marka Manliusza Kapitolinusa. Dzieło, oryginalnie wykonane około 1750 roku przez Johanna Gottlieba Heymüllera zaginęło podczas wojny i rozbiórki pałacu miejskiego. W latach 2016–2017 zostało odtworzone za 70 tysięcy euro przez poczdamskiego rzeźbiarza Andreasa Kleina. 18 września po wschodniej stronie Portalu Fortuny umieszczono kompozycję rzeźbiarską z orłem, odrestaurowaną i częściowo zrekonstruowaną za 100 tysięcy euro. Jest to jedno z kilku tego typu dzieł, stworzonych dla pałacu miejskiego około 1700 roku przez Guillaume’a Hulota i René Charpentiera według projektu architekta Jeana de Bodta. Na początku maja 2019 roku na zwieńczeniu Kolumnady Zapaśników umieszczono odrestaurowane za 59 tysięcy euro pierwsze trzy z rzeźb pierwotnie zdobiących kolumnadę – wazon i dwa putta. 15 czerwca na attyce wschodniej elewacji pałacu postawiono pierwsze z posągów pierwotnie dekorujących tę stronę budynku – Ariadny i Tezeusza. Stowarzyszenie Pałacu Miejskiego odrestaurowało i częściowo zrekonstruowało za łącznie 70 tysięcy euro posągi, wykonane około 1750 roku przez rzeźbiarza Leonharda Storcha odpowiedzialnego za całą dekorację rzeźbiarską wschodniej części gmachu.
25 czerwca 2020 roku na schodach Fahnentreppe odbył się próbny montaż dziewięciu posągów dzieci, będący częścią procesu renowacji i częściowej rekonstrukcji historycznej balustrady, jaki prowadzi Stowarzyszenie Pałacu Miejskiego dzięki wynoszącej pół miliona euro darowiźnie od Ruth Cornelsen, wdowy po berlińskim wydawcy Franzu Cornelsenie. W okresie od 24 listopada do 9 grudnia 2020 roku na zwieńczeniu południowo-zachodniego narożnika pałacu ustawiono posągi Andromedy i Perseusza oraz czterech muz: Uranii, Terpsychory, Erato i Polihymnii. Posągi te są jednymi z dziesięciu dzieł, które całkowicie zrekonstruowano (dziewięć posągów) lub odrestaurowano (jeden posąg) dzięki siedmiocyfrowej darowiźnie fundacji Hassa Platnera.
11 września 2022 roku odbyło się uroczyste otwarcie schodów Fahnentreppe z częściowo odtworzoną balustradą (w miejscu jeszcze nieodtworzonych z powodów finansowych elementów balustrady wstawiono tymczasowe szklane zamienniki).